# Epsilon in Malaysian pale
Epsilon in Malaysian pale is het tweede soloalbum van Edgar Froese, dat wil zeggen los van Tangerine Dream.
Hij nam het gedurende drie weken op in zijn eigen geluidsstudio in Berlijn, met dank aan Synthanorma Studios Keulen (d.w.z. Synthesizerstudio Bonn Matten & Wiechers) en Palm Studio Hamburg (oftewel PPG). Froese haalde inspiratie voor dit album uit zijn reizen tijdens een tournee van “zijn” muziekgroep Tangerine Dream in Maleisië. Australië en de Filipijnen. Het belangrijkste muziekinstrument op dit album is de mellotron met zijn fluit- en strijkersklanken. Die mellotron is nou net een muziekinstrument dat moeite heeft met extreme weersomstandigheden. Een van de liefhebbers van dit album was David Bowie, die het omschreef als de soundtrack van zijn verblijf in Berlijn. Hij zou de ambientsfeer al dan niet onder invloed van muziekproducent Brian Eno meenemen naar zijn trilogie Low, "Heroes" en Lodger. Pitchfork beschouwde het in 2016 als een van de vijftig beste ambientplaten. Nummer 1 is die lijst is Ambient 1: Music for airports van diezelfde Brian Eno. 
Het hoesontwerp was van Monica Froese, de vrouw van Edgar. Voor de binnenhoes nam zij een foto van hun zoon Jerome.
Froese verklaarde de titel op zijn album Beyond the storm. "Epsilon" staat voor iemand die geheel opgaat in zijn omgeving; "pale" staat voor de alles overheersende hoge luchtvochtigheid (in Maleisië). 

## Musici
- Edgar Froese – synthesizers, elektronica

## Muziek
| Nr. | Titel                     | Duur  |
| --- | ------------------------- | ----- |
| 1.  | Epsilon in Malaysian pale | 16:28 |
| 2.  | Maroubra Bay              | 16:57 |

Voor verstokte fans van de muziek van Froese en Tangerine Dream is er collector’s item van Maroubra Bay verschenen. Het verzamelalbum Collector’s dream uit 1975 bevat een opname van het nummer die per ongeluk achterstevoren op de elpee is gezet. Maroubra Bay ligt in de omgeving van Sydney.
In 2005 bewerkte Froese het album (zogenaamd Tangentised), zodat het aan zijn toenmalige smaak voldeed en voorzag het van een nieuwe hoes.
In IO Pages (181, november 2022) haalde Paul Rijkens Epsilon nog aan als één van de  mellotronalbums voor Happy days are here to stay van 'ramp.   